# Gubernatorzy Brytyjskich Wysp Dziewiczych
Gubernator Brytyjskich Wysp Dziewiczych jest reprezentantem monarchy brytyjskiego. Sprawuje on de facto funkcję głowy państwa. Monarcha brytyjski wyznacza Gubernatora za radą brytyjskiego rządu. Obecnie funkcję tę sprawuje David Pearey

## Historia
Aż do 1971 Administratorem Brytyjskich Wysp Dziewiczych był Gubernator Wysp Podwietrznych, do których wówczas należały Brytyjskie Wyspy Dziewicze.

## Lista Administratorów Brytyjskich Wysp Dziewiczych
- Edward J. Cameron (1887–1894)
- Alexander R. Mackay (1894–1896)
- Nathaniel G. Cookman (1896–1903)
- Robert S. Earl (1903–1910)
- Thomas L. Hardtman Jarvis (1910–1919)
- Herbert W. Peebles (1919–1922)
- R. Hargrove (1922–1923)
- Otho L. Hancock (1923–1926)
- Frank C. Clarkson (1926–1934)
- Donald P. Wailling (1934–1946)
- John A. Cockburn Cruikshank (1946–1954)
- Henry A. Camilio Howard (1954–1956)
- Geoffrey P. Allesbrook (1956–1959)
- Gerald J. Bryan (1959–1962)
- Martin S. Staveley (1962–1967)
- John Sutherland Thomson (1967–1971)

## Lista Gubernatorów Brytyjskich Wysp Dziewiczych
- Derek G. Cudmore (1971–1974)
- Walter Wilkinson Wallace (1974–1978)
- James A. Davidson (1978–1982)
- David R. Barwick (1982–1986)
- J. Mark A. Herdman (1986–1991)
- Peter A. Penfold (1991–1995)
- David Mackilligin (1995–1998)
- Frank Savage (1998–2002)
- Elton Georges (2002)
- Tom Macan (2002–2006)
- Dancia Penn (2006)
- David Pearey (2006–nadal sprawuje urząd)